# Claudia Kriz
Claudia Kriz, född 18 januari 1957, är en tysk bågskytt. Hon deltog vid olympiska sommarspelen 1988.